# Nový Dvůr (Bochov)
Nový Dvůr (německy Neuhof) je samota v okrese Karlovy Vary. Nachází se jižně od Těšetic u Bochova na severním okraji Tepelské vrchoviny. Samota je pozůstatkem malé vesnice, která vznikla na místě staršího poplužního dvora a zanikla vysídlením po druhé světové válce.

## Historie
Předchůdcem osady byl poplužní dvůr Neuhof, který během třicetileté války 24. ledna 1643 obsadili vojáci Raimunda Montecuccoliho. Vesnice vznikla zrušením dvora a rozparcelováním jeho pozemků. Patřila k bochovské farnosti a děti navštěvovaly školu v Údrči. Po druhé světové válce bylo vysídleno německé obyvatelstvo, a vesnice zanikla. Její zástavba byla, s výjimkou tří domů, zbořena.
Nový Dvůr nebyl samostatnou obcí. Při sčítání lidu v letech 1869–1950 býval vždy osadou tehdejší obce  Těšetice, která byla součástí okresu Žlutice, pouze v roce 1950 patřila do okresu Toužim. V dalších letech vesnice zanikla.

## Přírodní poměry
Nový Dvůr se nachází v katastrálním území Těšetice u Bochova s rozlohou 6,04 km², asi dva kilometry východně od Bochova. Torzo vesnice stojí v nadmořské výšce okolo 635 metrů na severním okraji Tepelské vrchoviny, konkrétně v jejím podcelku Žlutická vrchovina a okrsku Bochovská vrchovina. Na severním okraji bývalé vsi se na drobném pravostranném přítoku Ratibořského potoka nachází rybník Nový Dvůr a západně od osady leží přírodní památka Toto-Karo.

## Obyvatelstvo
Při sčítání lidu v roce 1921 ve vsi žilo 67 obyvatel (z toho třicet mužů) německé národnosti, kteří byli, kromě jednoho evangelíka, členy římskokatolické církve. Podle sčítání lidu z roku 1930 měla vesnice 73 obyvatel. Všichni byli německé národnosti a římskokatolického vyznání.
|           | 1869 | 1880 | 1890 | 1900 | 1910 | 1921 | 1930 | 1950 |
| --------- | ---- | ---- | ---- | ---- | ---- | ---- | ---- | ---- |
| Obyvatelé | 90   | 86   | 97   | 100  | 68   | 67   | 73   | 17   |
| Domy      | 14   | 14   | 17   | 17   | 14   | 13   | 14   | 12   |

## Pamětihodnosti
Na návsi stávala kaple Panny Marie Pomocné z roku 1866, na jejíž stavbu z velké části přispěla vídeňská rodina Weidnerů. Kaple měla obdélný půdorys a sedlovou střechu s drobnou hranolovou zvonicí nad průčelím. V průčelním štítě bývalo kruhové okénko. Kaple byla zbořena nejdříve roce 1964 nebo v blíže neznámé době po něm.
U cesty do Bochova, poblíž domu čp. 4, byl ve druhé polovině devatenáctého století vztyčen litinový kříž zachycený na mapě třetího vojenského mapování. Ve druhé polovině dvacátého století byl poničen a dochoval se z něj pouze stupňovitý kamenný podstavec s torzem původního kříže.